# Wiewiórczaki
Wiewiórczaki (Callosciurinae) – podrodzina ssaków z rodziny wiewiórkowatych (Sciuridae).

## Zasięg występowania
Podrodzina obejmuje gatunki występujące w Azji.

## Systematyka
Do podrodziny należą następujące plemiona:
- Funambulini Moore, 1959
- Callosciurini Pocock, 1923